# Zeleni savez
Zeleni savez izvanparlamentarna je politička stranka koja djeluje u Republici Hrvatskoj, a osnovana je 2003. godine u Puli.
Stranka djeluje pod motom «razmišljaj globalno, a djeluj lokalno», a za sebe kažu da nisu orijentirani ni lijevo ni desno već je njihov orijentir budućnost vezana uz čovjeka i okoliš koji ga okružuje. Stranka surađuje s Europskom federacijom Zelenih stranaka i aktivno se uključuje u trend oživljavanja i jačanja ruralne ekonomije u Europi. Predsjednik je Josip Anton Rupnik koji je 2013. ponovno izabran na tu funkciju. Pritom je rekao da će se u svom programu zalagati za razvoj ekološke poljoprivrede, ekološkog agroturizma i turizma, ujedno se suprotstavljajući gradnji golf igrališta i odlagališta otpada.
Zeleni savez član je Zelenog političkog foruma ALPE ADRIA od 2006. godine. Navedeni forum formiran je u Puli 2006., a čine ga tri stranke: Zeleni Austrije, Zeleni Italije i Zeleni savez. Stranka je do 28. lipnja 2012. djelovala pod nazivom Zelena stranka - zelena alternativa. Na predsjedničkim izborima 2009. – 2010. podržali su Ivu Josipovića, kandidata Socijaldemokratske partije.
Adresa sjedišta stranke je Koparska 58, Pula.

## Izbori
Stranka je osvojila jedan mandat na lokalnim izborima 2013. u Zagrebu.

## Vanjske poveznice
Službena stranica stranke  Arhivirana inačica izvorne stranice od 15. listopada 2014. (Wayback Machine)